# Shinji (Shimane)
Shinji (宍道町 Shinji-chō?) era un pueblo localizado en el distrito de Yatsuka, en la prefectura de Shimane, en Japón.

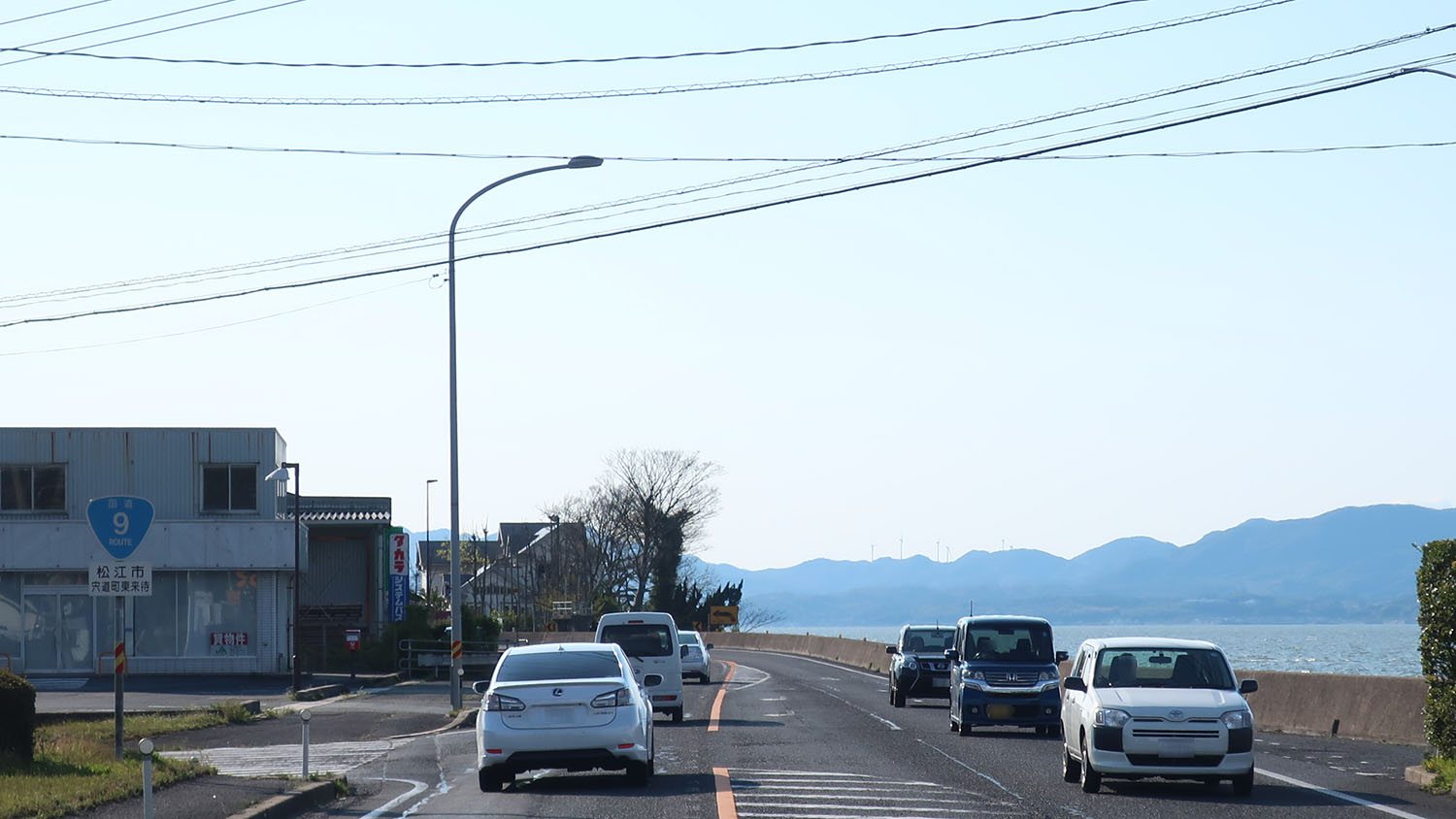
calles de Shinji.

A partir de 2003, el pueblo tuvo una población estimada de 9483 habitantes, y una densidad de 157.6 hab./km² (habitantes por kilómetro cuadrado). El área total era de 60.17 km² (kilómetros cuadrados).
El 31 de marzo de 2005, Shinji, junto con los pueblos de Kashima, Mihonoseki, Shimane, Tamayu, Yatsuka, y la villa de Yakumo del distrito de Yatsuka se fusionaron con la ciudad de Matsue.
- Datos: Q7497574